# Culex palpalis
Culex palpalis är en tvåvingeart som beskrevs av Taylor 1912. Culex palpalis ingår i släktet Culex och familjen stickmyggor. Inga underarter finns listade i Catalogue of Life.